# Abessinduva
Abessinduva (Columba albitorques) är en fågel i familjen duvor inom ordningen duvfåglar.

## Utseende och läte
Abessinduvan är en mörk duva med vitt i nacken och vita fläckar på vingarna som syns väl i flykten. Arten är inte särskilt ljudlig, men yttrar ibland ett lågt hoande.

## Utbredning och systematik
Abessinduvan förekommer enbart i höglänta områden i Etiopien och Eritrea. Den behandlas som monotypisk, det vill säga att den inte delas in i några underarter.

## Levnadssätt
Abessinduvan hittas i bergstrakter. Den häckar i klippiga områden, men även i byar och städer. Fågeln födosöker mestadels i gräsmarker och jordbruksbygd.

## Status
Arten har ett stort utbredningsområde och beståndet anses vara stabilt. Internationella naturvårdsunionen IUCN listar den därför som livskraftig (LC).